# Mausolée de Zaïnoudine
Le mausolée du cheikh Zaïnoudine, ou mausolée de Zaïnoudine Bâbâ, est un édifice islamique de la vieille ville de Tachkent, capitale de l'Ouzbékistan.
Le cheikh Zaïnoudine Kouï Orifon al-Kochkandi était un auteur d'ouvrages spirituels et le maître d'une tariqa, celle de Souhrawardiya, fondée au XIIe siècle par un soufi de Perse, Abou al-Nadjib al-Souhrawardi (1097-1168), son propre père. C'est lui qui l'envoya étudier à Tachkent et répandre sa doctrine. Zaïnoudine a été enterré à Orifon, faubourg aujourd'hui intégré à Tachkent.
Le mausolée comprend une salle souterraine (tchillakhaneh) du XIIe siècle, où Zaïnoudine poursuivait ses méditations de quarante jours dans l'isolement le plus total (tchilla) et un tchartak (cellier) du XIVe siècle.
Le mausolée a été construit au XIVe siècle. Il a été reconstruit à la fin du XIXe siècle. Ses dimensions sont: 18 x 16 mètres et 20,7 mètres de hauteur. 
Un grand iwan donne accès à l'édifice surmonté d'un dôme et flanqué de petites tourelles (trois de chaque côté et deux plus hautes de chaque côté de la façade et de l'arrière).

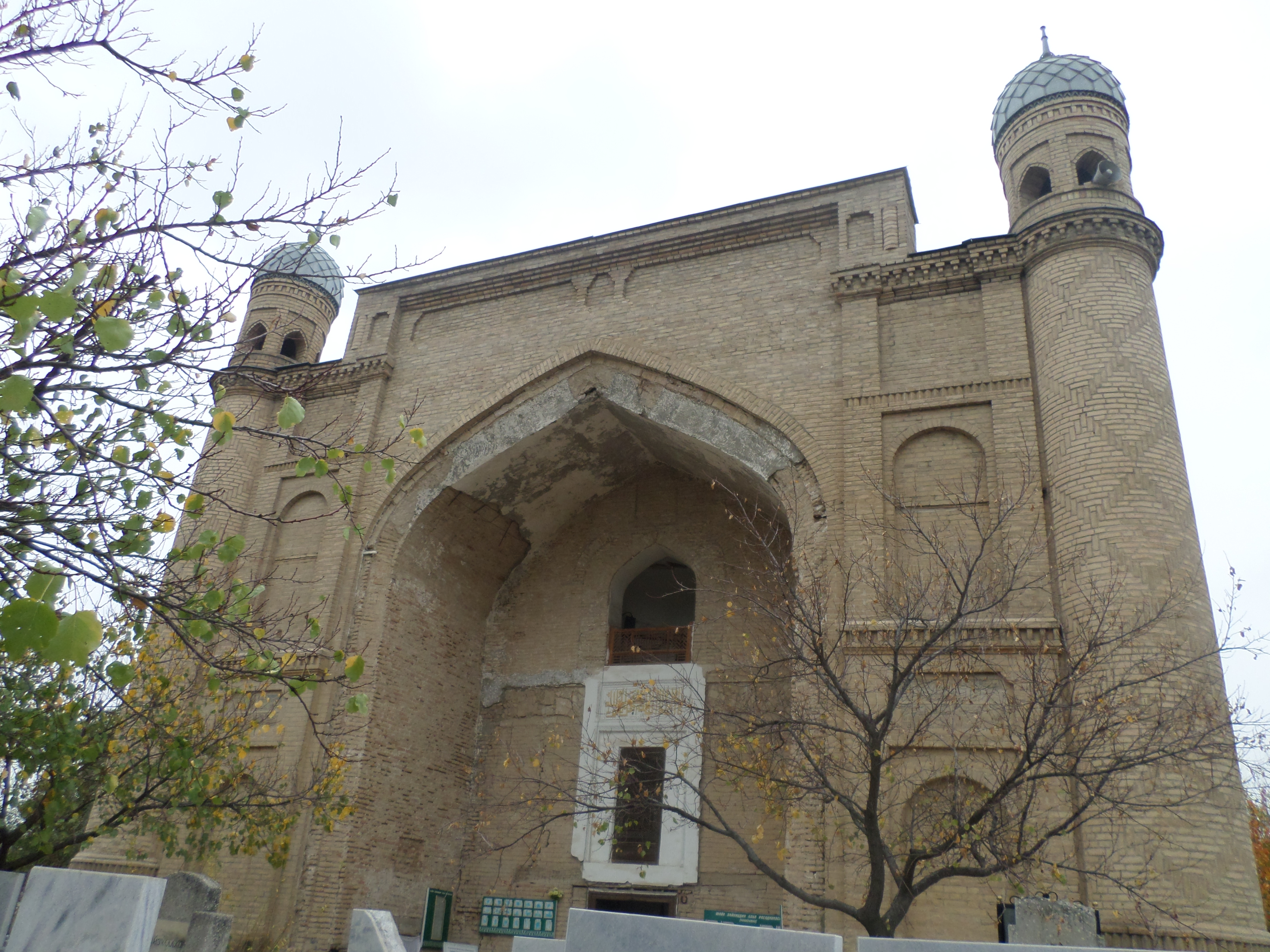
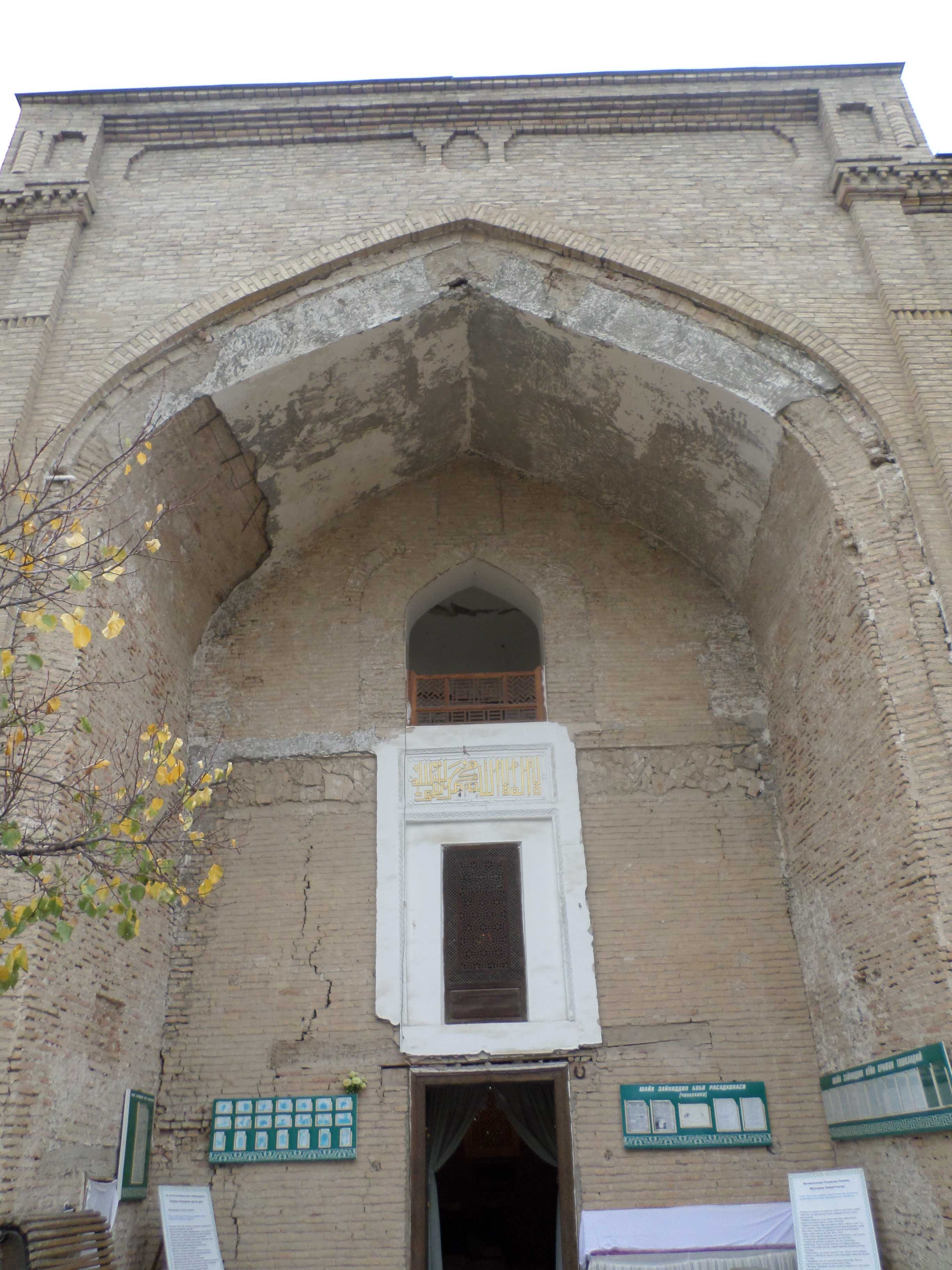
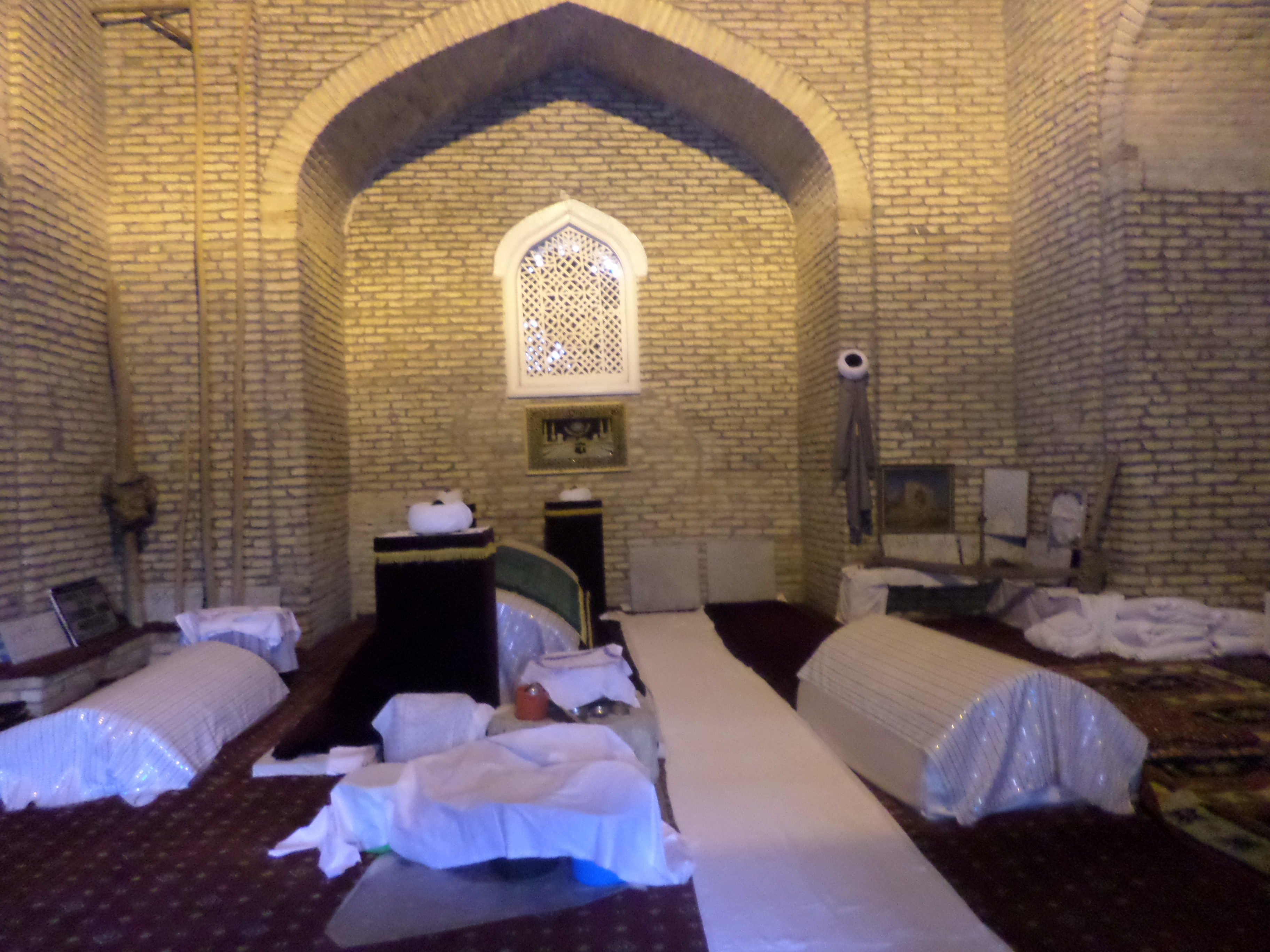
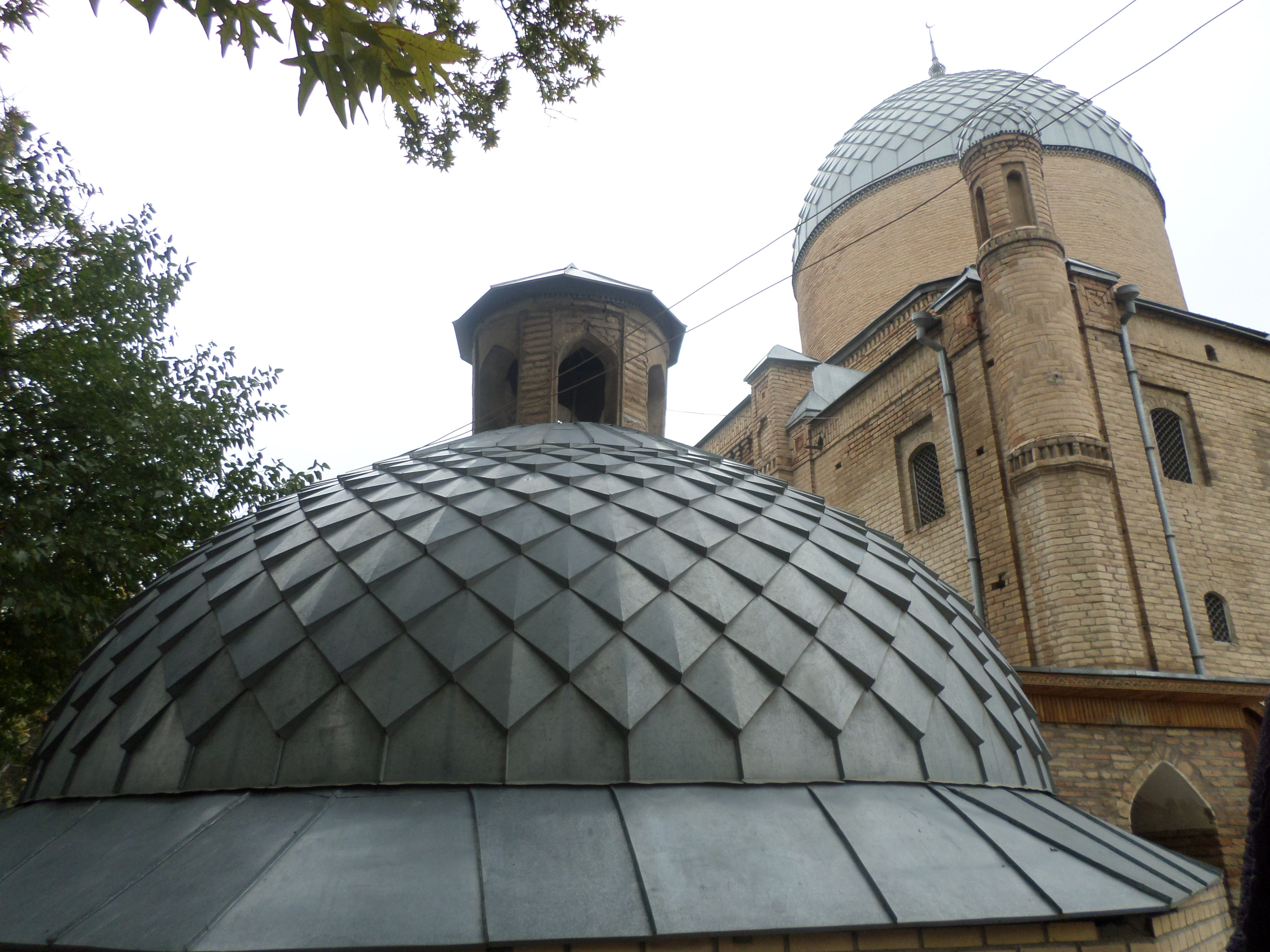